# Tocilizumab
Tocilizumab (Handelsnamen RoActemra (EU), Actemra (CH); Hersteller Hoffmann-La Roche) ist ein humanisierter monoklonaler Antikörper gegen den Interleukin-6 (IL-6)-Rezeptor zur Behandlung der rheumatoiden Arthritis (RA), der systemischen juvenilen idiopathischen Arthritis (sJIA; Syn. Morbus Still) und der Riesenzellarteriitis. Seit Dezember 2021 ist Tocilizumab auch für die Behandlung von COVID-19 zugelassen. Interleukin-6 ist ein Zytokin, das im menschlichen Körper Entzündungsreaktionen reguliert und bei der RA vermehrt produziert wird.
Zudem ist es zur Behandlung des chimären Antigenrezeptor CAR-T-Zell-induzierten schweren oder lebensbedrohlichen Zytokin-Freisetzungssyndroms bei Personen ab 2 Jahren angezeigt.

## Historie
Bereits in den 1980er Jahren erforschte der japanische Wissenschaftler Tadamitsu Kishimoto die Eigenschaften von Interleukin-6. 1997 wurde in Japan mit der klinischen Entwicklung des IL-6-Rezeptorblockers Tocilizumab zur Therapie der rheumatoiden Arthritis, des Morbus Castleman (2001), der systemischen juvenilen idiopathischen Arthritis (2002) und anderer chronisch entzündlicher Erkrankungen begonnen. Hersteller von Tocilizumab ist das japanische Pharmaunternehmen Chugai, der Lizenzinhaber weltweit (außer in Japan, China, Taiwan) ist Roche. Die Vermarktung des Präparats in Deutschland (ebenso wie in Frankreich und Großbritannien) erfolgt von Chugai und Roche gemeinsam. 2020 wurden in Italien Patienten, die wegen des Coronavirus SARS-CoV-2 an einer schweren Lungenentzündung litten, mit Tocilizumab behandelt.
2023 wurde in der EU das erste Biosimilar zugelassen.

## Wirkprinzip
Der Botenstoff Interleukin-6 (IL-6) bindet an lösliche IL-6-Rezeptoren sowie an IL-6-Rezeptoren, die an die Zellmembran gebunden sind. Dadurch werden Entzündungssignale ins Zellinnere geleitet, die für die RA  und JIA mitverantwortlich sind. Tocilizumab bindet an die IL-6-Rezeptoren und verhindert so die Bindung des IL-6 an seinen spezifischen Rezeptor. Durch die Hemmung des IL-6-Signalweges wird die Entzündungsreaktion unterbrochen, und die Symptome werden reduziert oder behoben.

## Anwendungsgebiete

### Rheumatoide Arthritis
Tocilizumab ist, in Kombination mit Methotrexat (MTX), für die Behandlung erwachsener Patienten mit mäßiger bis schwerer aktiver rheumatoider Arthritis angezeigt, die unzureichend auf eine vorangegangene Behandlung mit einem oder mehreren krankheitsmodifizierenden Antirheumatika (DMARDs – auch Basistherapeutika) oder Tumornekrosefaktor-(TNF)-Inhibitoren – angesprochen oder diese nicht vertragen haben.
Tocilizumab kann bei diesen Patienten als Monotherapie verabreicht werden, falls eine MTX-Unverträglichkeit vorliegt oder eine Fortsetzung der Therapie mit MTX unangemessen erscheint. Tocilizumab ist außerdem in Kombination mit MTX zur Verminderung des Fortschreitens der radiologisch nachweisbaren strukturellen Gelenkschädigungen und Verbesserung der körperlichen Funktionsfähigkeit zugelassen.
Bei verschiedenen vorbehandelten Patienten mit RA war Tocilizumab in Monotherapie oder in Kombination mit Methotrexat (MTX) und anderen DMARDs wirksam: Rund 30 % der Patienten in den Phase-III-Studien erreichten innerhalb von 24 Wochen eine Remission, also ein fast vollständiges Nachlassen der Krankheitssymptome.

### Systemische juvenile idiopathische Arthritis (sJIA)
Tocilizumab ist zur Behandlung der systemischen juvenilen idiopathischen Arthritis (sJIA, Morbus Still) bei Kindern ab zwei Jahren zugelassen. Die Genehmigung durch die amerikanische FDA ist im April 2011 erfolgt. Die Europäische Kommission hat die Zulassung im August 2011 erteilt.
Tocilizumab kann als Monotherapie verabreicht werden, wenn eine MTX-Unverträglichkeit vorliegt oder eine Therapie mit MTX unangemessen scheint. Die Zulassung in Europa basiert maßgeblich auf den Ergebnissen der TENDER-Studie, in der nach 12 Wochen 85 % der Patienten ein 30%iges Ansprechen auf die Therapie nach ACR-Pedi-Kriterien erreichten, bei gleichzeitiger Fieberfreiheit.

### Riesenzellarteriitis
Auch bei der Riesenzellarteriitis, einer häufigen systemischen Vaskulitis, konnte Tocilizumab eine sehr gute Wirkung zeigen und wurde bereits im Mai 2017, und damit zwei Monate vor offizieller Publikation der Phase-III-Studie, von der amerikanischen Zulassungsbehörde FDA als erstes spezifisches Medikament zur Behandlung der Riesenzellarteriitis als Break-through-Therapie in einem fast-track-Verfahren mit verkürztem Review zugelassen. In der randomisierten Placebo-kontrollierten Doppelblind-Studie wurden 251 mindestens 50 Jahre alte Patienten (75 % Frauen, 97 % Weiße) behandelt, von denen 100 wöchentlich sowie 50 zweiwöchentlich Tocilizumab subkutan erhielten, während das Prednisolon über 26 Wochen reduziert wurde. In der ersten Placebo-Gruppe mit 50 Patienten wurde Prednisolon auch über 26 Wochen reduziert, in der zweiten Placebo-Gruppe (51 Patienten) über 52 Wochen. Nach 52 Wochen waren 56 % bzw. 53 % in den Tocilizumab-Gruppen bzw. 14 % und 18 % in den Placebogruppen in anhaltender Remission. Die kumulative Prednisolon-Menge betrug im Mittel 1862 mg in den beiden Therapiegruppen und 3296 mg bzw. 3818 mg in den Placebogruppen. Erhebliche Nebenwirkungen wurden in 15 % und 14 % der Therapiegruppen und 22 % bzw. 25 % in den Placebogruppen beobachtet. Zu einer Optikus-Neuropathie kam es einmal in der zweiten Therapiegruppe.

### Zytokin-Freisetzungssyndrom
Die CAR-T-Zell-Therapie kann schwere Nebenwirkungen verursachen. Eine der häufigsten unerwünschten „on-target“-Wirkungen sind das Zytokin-Freisetzungssyndrom (engl. cytokine release syndrome (CRS)) sowie seine stärkere Verlaufsform, der „Zytokinsturm“. Dabei kommt es zu teils lebensbedrohlichen Nebenwirkungen wie Fieber, Schüttelfrost, Atembeschwerden und Hautausschlägen. Im August 2017 wurde in den USA Tocilizumab seitens der FDA zur Behandlung des CRS zugelassen. Im Juni 2018 hat der Ausschuss für Humanarzneimittel (CHMP) der Europäischen Arzneimittelagentur (EMA) eine Zulassungserweiterung für Tocilizumab auch für die Staaten der EU empfohlen. Mittlerweile ist es in Europa bei Erwachsenen, Kindern ab 2 Jahren und Jugendlichen zur Behandlung des CRS angezeigt.

### COVID-19
Eine erste randomisierte, doppelblinde, placebokontrollierte Studie zum Einsatz von Tocilizumab zur Verbesserung des Zustands schwer an COVID-19 erkrankter Patienten (COVACTA) hatte ihren primären Endpunkt verfehlt. In dieser im Juli 2020 publizierten Studie zeigte Tocilizumab auch keine signifikante Auswirkung auf die Sterblichkeitsrate. Im Oktober 2020 war der Nutzen von Tocilizumab, einen im Zuge von COVID-19 ausgelösten Zytokinsturm zu behandeln, weiterhin unklar. Nach Angaben von Roche wurde Tocilizumab dennoch etwa in China und Italien bereits gegen COVID-19 eingesetzt. Dadurch, dass Tocilizumab bereits für andere Anwendungsgebiete zugelassen ist, war eine Verwendung gegen COVID-19 im Off-Label-Use möglich.
Im Mai 2021 wurden die Ergebnisse der britischen Studie RECOVERY bei hospitalisierten COVID-19 Patienten mit Hypoxie und systemischer Entzündung vorab veröffentlicht. Sie zeigten eine höhere Überlebensrate und bessere klinische Behandlungsergebnisse, wenn Tocilizumab zusätzlich zu systemischen Corticosteroiden zur Anwendung kam.
Basierend auf den Ergebnissen aus RECOVERY sowie vorläufigen Ergebnisse der Studie REMAP-CAP sprach die Weltgesundheitsorganisation (WHO) im Juli 2021 in ihrer Leitlinie zur medikamentösen Behandlung von COVID-19 eine starke Empfehlung für den Einsatz von Tocilizumab oder Sarilumab bei Patienten mit schwerer oder kritischer COVID-19-Erkrankung aus, um die Sterblichkeit und die Notwendigkeit einer künstlichen Beatmung zu senken. Im Juni 2021 erteilte die US-amerikanische Food and Drug Administration (FDA) eine Notfallzulassung für die intravenöse Gabe von Tocilizumab zur Behandlung von COVID-19 bei hospitalisierten Erwachsenen und Patienten ab zwei Jahren, die systemische Kortikosteroide erhalten und zusätzlichen Sauerstoff, nicht-invasive oder invasive mechanische Beatmung oder extrakorporale Membranoxygenierung (ECMO) benötigen. Sie gründet auf den Ergebnissen von vier randomisierten, kontrollierten Studien, in denen Tocilizumab zur Behandlung an mehr als 5.500 hospitalisierten COVID-19-Patienten untersucht wurde und die darauf hindeuten, dass Tocilizumab die Heilung verbessern kann. In keiner dieser Studien wurden neue Sicherheitsprobleme identifiziert. Die am häufigsten beobachteten Nebenwirkungen (Inzidenz ≥ 3 %) waren Verstopfung, Angstzustände, Durchfall, Schlaflosigkeit, Bluthochdruck und Übelkeit.
Im August 2021 begann die Europäische Arzneimittel-Agentur (EMA) mit dem Bewertungsverfahren von Tocilizumab, das am 6. Dezember 2021 in einer Empfehlung für seine Zulassungserweiterung von RoActemra zur Behandlung von schweren Covid-19-Erkrankungen bei Erwachsenen mündete. Das Mittel könne demnach bei Patienten eingesetzt werden, die unter anderem zusätzlichen Sauerstoff oder Beatmung benötigen. In einer Studie hatte der Wirkstoff das Sterberisiko bei schweren Covid-Erkrankungen gesenkt, die Genesungszeit verkürzt und den Bedarf an Beatmungsgeräten verringert. Am gleichen Tag erfolgte die Zulassung durch die EU-Kommission. Im März 2022 publizierte die EMA die klinischen Daten.

### Endokrine Orbitopathie
Zwei Studien haben gezeigt, dass Tocilizumab bei steroidresistenter endokriner Orbitopathie von Nutzen sein kann.

## Art und Dauer der Anwendung
Die Verabreichung von Tocilizumab erfolgt als intravenöse etwa einstündige Infusion. Die Behandlung sollte durch einen in der Diagnose und Behandlung der RA und JIA erfahrenen Arzt begonnen werden. Die Dosierung richtet sich nach Indikation, Patientenalter und Körpergewicht; Laborwertveränderungen können Anpassungen erfordern. Patienten, die mit Tocilizumab behandelt werden, sollten den Patientenpass erhalten.
Mittlerweile gibt es Tocilizumab auch als Einmalspritze und als Pen für die subkutane Injektion. Damit kann jeder Patient (ggf. nach kurzer Einweisung durch den Arzt) sich selbst das Mittel verabreichen. Ein Besuch der ärztlichen Praxis allein zum Zweck der Infusion ist nicht mehr notwendig.

## Schwangerschaft und Stillzeit
Es liegen keine hinreichenden Daten zur Verwendung von Tocilizumab bei Schwangeren vor. Demnach ist das potentielle Risiko für Menschen nicht bekannt. Eine tierexperimentelle Studie hat bei einer hohen Dosierung ein erhöhtes Risiko für Spontanaborte/embryonal-fetalen Tod gezeigt.
Frauen im gebärfähigen Alter müssen während der Behandlung und sechs Monate danach eine wirksame Verhütung betreiben.
Tocilizumab sollte nicht während einer Schwangerschaft verwendet werden, es sei denn, ein Facharzt rät ausdrücklich dazu.
Es ist nicht bekannt, ob Tocilizumab in die Muttermilch übergeht. Entsprechende Tierstudien wurden nicht durchgeführt. Die Entscheidung für oder gegen das Stillen bzw. Tocilizumab sollte mit dem Arzt hinsichtlich des Nutzens und der Risiken abgewogen werden.

## Nebenwirkungen
Bei der Behandlung mit Tocilizumab können folgende unerwünschte Arzneimittelwirkungen (UAW) auftreten:
- Infektionen der Atemwege oder Herpesinfektionen
- andere schwere Infektionskrankheiten
- Erkrankungen des Magen-Darm-Trakts, wie z. B. Magenschleimhautentzündungen oder Entzündungen der Mundschleimhaut
- Hautausschlag
- Kopfschmerzen
- Schwindel
- arterielle Hypertonie (Bluthochdruck)
- erhöhte Leberwerte
- Leukopenie, Neutropenie

Aktuell gibt es ein Signal für einen möglichen Zusammenhang zwischen der Gabe von Tocilizumab und dem Auftreten einer Psoriasis bzw. der Verschlechterung einer bestehenden Psoriasis.
Durch die Blockade IL-6-Aktivität wird die Synthese von Akut-Phase-Proteinen (z. B. CRP) durch die Leber gehemmt. Dadurch fällt der diagnostisch wichtige CRP-Anstieg in der Frühphase von Infektionen weg, was diagnostische Probleme machen kann.